# Amila Zazu
Amila Zazu, właściwie Edyta Anna Zazula (ur. 3 stycznia 1985 w Zielonej Górze) – polska piosenkarka i autorka tekstów. W sierpniu 2007 roku wygrała casting prowadzony przez niezależną wytwórnię płytową mieszczącą się w okolicach Warszawy. Zadebiutowała 8 października tego samego roku singlem "Something's Gotta Change".

## Życiorys
Edyta Anna Zazula urodziła się w Zielonej Górze. Jako dziecko przejawiała duże zdolności sportowe, muzyczne oraz zamiłowanie do języka angielskiego. Już w szkole występowała z zespołami pop rockowymi. Ukończyła Państwową Szkołę Muzyczną I Stopnia. Swój warsztat wokalny dokształcała w Studio Piosenki "Rezonans" w Młodzieżowym Centrum Kultury i Edukacji "Dom Harcerza"  w Zielonej Górze. Z wykształcenia jest anglistką. W czerwcu 2007 roku pojawiła się na castingu prowadzonym przez Brytyjską wytwórnię RecPublica Ltd., gdzie wykonała utwór "The Voice Within" Christiny Aguilery i utwór swingowy a capella. Wygrała casting i już po dwóch miesiącach wyszedł jej debiutancki singiel. Edyta przybrała pseudonim artystyczny, który jest bardziej przyjazny rynkom zagranicznym.
Debiutancki singiel pod tytułem "Something's Gotta Change" ukazał się 8 października 2007 roku. Miesiąc po radiowej premierze powstał teledysk wyreżyserowany we Wrocławiu przez Darka Szermanowicza. Gościnnie w teledysku wystąpił Paweł Deląg i Jolanta Fraszyńska. W kwietniu 2008 roku wydano zremiksowaną wersję utworu autorstwa Wet Fingers wraz ze specjalnie przerobionym teledyskiem.
Debiutancki album zatytułowany "My Stories" miał swoją premierę 9 czerwca 2008 roku. Teledysk do drugiego singla nigdy nie powstał.
Wytwórnia RecPublica Ltd. zmieniła branżę na luksusowe studia nagraniowe. Wokalistka sporadycznie koncertuje.

## Dyskografia

### Albumy
- "My Stories", 9 czerwca 2008

### Single
- "Something's Gotta Change", 8 października 2007
- "Kiss", 5 czerwca 2008
- "You'll Be Alright", 2008
- "Mantra", 21 kwietnia 2009